# Susanne Wilbers-Rost
Susanne Wilbers-Rost (* 1958) ist eine deutsche Archäologin.
Sie studierte Ur- und Frühgeschichte, Paläoethnobotanik und Ethnologie an der Universität Göttingen. Im Jahr 1990 wurde sie dort mit einer Arbeit zum Thema Pferdegeschirr der römischen Kaiserzeit in der Germania libera. Zur Entstehung, Entwicklung und Ausbreitung des „Zaumzeugs mit Zügelketten“ promoviert. Wilbers-Rost leitet die archäologische Abteilung der Varusschlacht im Osnabrücker Land GmbH – Museum und Park Kalkriese. Sie ist mit dem Archäologen Achim Rost verheiratet.